# Barcheck
Der Barcheck ist ein Verfahren zur vor-Ort-Kalibrierung eines Vermessungs-Echolots.
Dabei wird eine sogenannte Barcheckplatte (Metallplatte) an einem Stahlseil unter dem Schallwandler des Echolot-Gerätes ins Wasser gelassen. Am Stahlseil ist der jeweilige Abstand zur Barcheckplatte in Meterabständen markiert.  Der Abstand von der Wasseroberfläche zur Barcheckplatte wird als Soll-Tiefe angenommen und mit der tatsächlich gemessenen Ist-Tiefe verglichen.
Die Wandler-Eintauchtiefe macht sich als konstanter Fehler bemerkbar, die von Temperatur und Salzgehalt abhängige Schallgeschwindigkeit wirkt sich als prozentualer Fehler aus. Je größer die gemessene Tiefe, desto größer der durch abweichende Schallgeschwindigkeit verursachte Absolut-Fehler.